# تلال كالفيلة البيضاء (قصة قصيرة)
تلال كالفيلة البيضاء (بالإنجليزية: Hills Like White Elephants)‏ هي قصة قصيرة للكاتب الأمريكي ارنست هيمنجواي نشرت لأول مرة في أغسطس عام 1927 في مجلة «ترانسيشن» الأدبية، ثم ضمن المجموعة القصصية رجال بلا نساء عام 1927.

## نظرة عامة

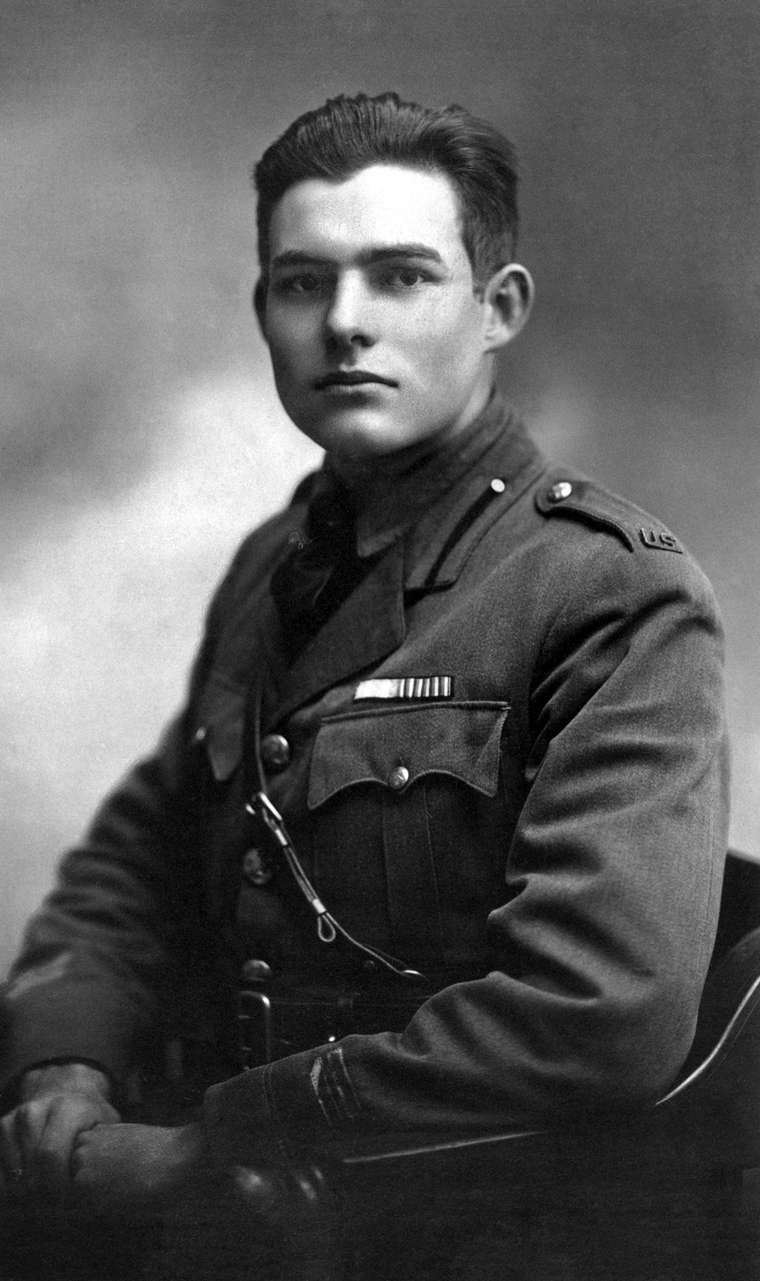
كاتب القصة ارنست هيمنجواي عام 1918.

كتب القصة ارنست هيمنجواي بعد فترة الحرب العالمية الأولى، نال هيمنجواي عدة جوائز أهمها جائزة نوبل في الأدب عام 1954، عانى في حياته من عدة مشاكل أهمها إدمانه على الكحول وفي آخر حياته عانى من اضطرابات عقلية مما أدى إقدامه على الانتحار سنة 1961، يعد هيمنجواي كاتب أمريكي ينتمي للجيل الضائع الذي شارك بالحرب العالمية الأولى، شارك هيمنجواي بالحرب العالمية الأولى والثانية؛ حيث خدم على سفينه حربية أمريكية كانت مهمتها إغراق الغواصات الألمانية، وشارك في الحرب الأهلية الإسبانية، وقعت القصة بفترة ما قبل الحرب الأهلية الأسبانية على شكل حوار بين أمريكي وفتاة تُدعى جيغ، تتناول القصة عن موضوع عملية يُفهم ضمنياً بأنها إجهاض، وكان الإجهاض في فترة ما قبل الحرب الأهلية الأسبانية غير قانوني في معظم أنحاء أوروبا، ويمكن أن تواجه النساء مع حرمان من قبل الكنيسة الكاثوليكية إذا حصلوا على الإجهاض، تتسم القصة بأنها ضمن الحركة الحداثية، وهي حركة ظهرت كرفض للقيم والمبادئ التي ربطت بالعصر الفيكتوري، ويظهر هذا في أكثر من موضع في القصة؛ حيث يتم في القصة إعطاء المرأة بعض من الحرية والقدرة للتعبير عن الرأي وهو عكس دور المرأة في العصر الفيكتوري.

## ملخص القصة
تركز القصة على حديث يدور بين رجل أمريكي وفتاة في محطة قطار إسبانية بينما ينتظران قطارًا متجهًا إلى مدريد، وتقارن الفتاة التلال المجاورة بالفيلة البيضاء، حيث كانا يناقشان بطريقة غير مباشرة «عملية جراحية» يريد الرجل من المرأة أن تجريها، يُفهم ضمنيًا أنها «إجهاض».

## الرمزية والمكان
قد تكون إشارة الفتاة إلى الفيلة البيضاء متعلقة بجنينها، فربما ينظر الرجل الأمريكي للطفل على أنه فيل أبيض لا يريد أن يربيه لما سيتكلفه من مال، بينما تري الفتاة طفلها إضافة استثنائية لحياتها المملة التي يملؤها الشرب والأسفار الطائشة.

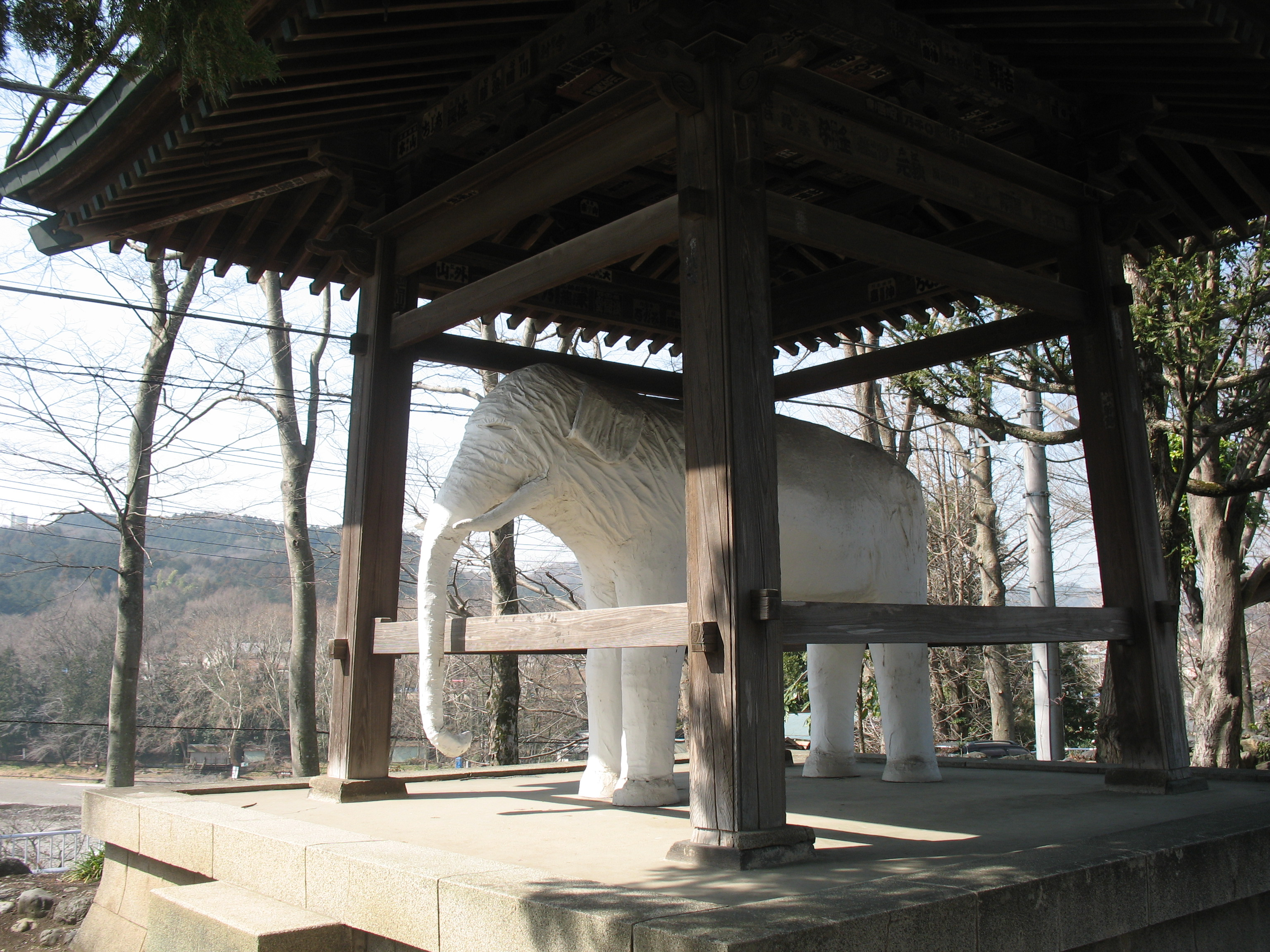
صورة للفيل الأبيض

وتبين قصة «تلال كالفيلة البيضاء» استخدام هيمنجواي لنظرية الجبل الجليدي أو نظرية الإسقاط والتي يتم من خلالها تقديم الرسالة بشكل ضمني، فعلى سبيل المثال لم تذكر في القصة كلمة «إجهاض»، على الرغم من وضوح أن الرجل يحاول إقناع صديقته بإجهاض طفلها.
وبعيدًا عن التلال، تقدم أجزاء أخرى في المكان رموزًا موضحة التوتر والصراع المحيط بالرجل والمرأة، فخطوط السكك الحديدية التي تُشكل خطًا فاصلا بين المساحة القاحلة الممتدة باتجاه التلال على جانب وبين الأراضي الزراعية الخصبة ذات اللون الأخضر على الجانب الآخر ترمز إلى الاختيار الذي يواجهه كلا من الرجل والمرأة، وإلى تناولهم المتباين لممشكلة الحمل. وتركز الفتاة على المناظر الطبيعية أثناء المحادثة، والتي نادرًا ما تنظر في عيني الرجل الأمريكي.

## الحوار
- قالت الفتاة: «انها تشبه الفيلة البيضاء»
- أجابها الرجل وهو يحتسي البيرة «لم أر واحدًا قط»
- «لا، ولن تر»
- «ربما أرى، فقولك انني» لن أر واحدًا قط«لا يعني أي شئ»
- قالت وهي تنظر إلى الستارة المطرزة «لقد طُبع شيئًا ما عليها، ماذا يعني؟»
- «أنيس ديل تورو، إنه نوع من الشراب»
- «هل بامكاني أن أجربه؟»
من المحتم أن يترجم القارئ حوارهما ولغة جسديهما بشكل يدفعه لاستنتاج أن خلفياتهم وتوجهاتهما فيما يتعلق بالموقف القائم، واستنتاج موقف كل منهما تجاه الآخر، حيث يظهر الخلاف في حوار الزوجين من بداية القصة مشيرًا إلى الاستياء وعدم الارتياح. ويري بعض النقاد أن الحوار يبرز خلاصة التناقضات في العلاقة النمطية بين أدوار كل من الرجل والمرأة، ففي الاقتباس أعلاه على سبيل المثال، تقارن الفتاة التلال بالفيلة البيضاء، لكن الرجل مفرط العقلانية ينكر ذلك على الفور محولا شاعريتها إلى واقعية موضوعية قائلا «لم أر واحدًا قط»، فتلمح هي بقولها «لا، ولن تر» إلى أنه لم يُرزق بطفل من قبل، كما أنها تطلب منه الأذن لطلب الشراب.
وتبدو الفتاة على مدار القصة غير ودودة، فيما يبدو الرجل الأمريكي عقلانيًا، فبينما يحاول الرجل اتهام الجنين بأنه سبب استياء الزوجين من الحياة ومن بعضهما البعض، حيث تبين نغمة الحوار ونمطه أنه من الممكن أن تكون هناك مشاكل في العلاقة أكثر عمقًا من تلك المتعلقة بالظرف الحالي. هذا الغموض يترك مساحة جيدة لمختلف التأويلات، فبينما قدم معظم النقاد تأويلات واضحة نسبيًا للحوار (عن الفتاة باعتبارها شخصية ديناميكية تتنقل كرهًا ما بين الرفض والقبول لفكرة الاجهاض)، أختلف القليلون منهم حول السيناريوهات البديلة المرتكزة على الحوار نفسه.